# Tolnai Világtörténelme
A Tolnai Világtörténelme egy első kiadásában (1908–1912) 10, második kiadásában (1926–1931) 20 kötetes magyar nyelvű világtörténeti mű.

## Leírás
A Tolnai Világlapja az 1900-as évek elején kezdett el foglalkozni egy nagyobb terjedelmű, önálló, magyar, sok illusztrációval ellátott, kifejezetten a nagyközönség számára készítendő világtörténelem tervével. Az ötletet 1908 és 1912 között kivitelezés követte, és így született meg a Tolnai Világtörténelme Mangold Lajos és Horváth Cyril szerkesztésében. A kötetek szerzői a szerkesztőn kívül a következő személyek voltak: Balla Károly, Bányai Elemér, Cholnoky Viktor, Ferenczy Zoltán, Londesz Elek, Mikes Lajos, Palágyi Menyhért, Radisich Jenő, Seress Imre, Timon Ákos, Vámbéry Ármin, és Zilahi Kiss Béla. Az átlagosan 400 oldalas, nagy alakú kötetek, 2–2 kötetben tárgyalták az ókor, a középkor, és az újkor történetét, illetve 3 kötetben a nagy francia forradalomtól számított legújabb kor történetét, amely – adódóan a kötetek múlt század eleji megírásából – a századfordulóig terjed. Ehhez járult egy művelődéstörténeti 10. kötet. A középkortól kezdve a magyar történelem eseményei is helyet kaptak a kötetekben. A mű kiadását a Magyar Kereskedelmi Közlöny Hírlap és Könyvkiadó Vállalat intézte. Az egyes kötetek nem időrendi sorrendben jelentek meg, és nem jelölték bennük a kiadási éveket. A gazdagon, több száz képpel illusztrált kötetek olvasmányos, regényes stílusban, de a tudományos szempontokat szigorúan szem előtt tartva íródtak, és hatvan-, majd az utolsó kötetek esetén nyolcvanezernél nagyobb (ǃ) példányszámban kerültek kiadásra.
Nem sokkal a kötetek megjelenése után készült, a sorozat folytatásának tekinthető Zigány Árpád szerkesztésével az 5 kötetből álló A világháború története című munka.
Az 1920-as években (1926–1931 között) ismét kiadták a Tolnai Világtörténelmét, ezúttal azonban a 10 nagy helyett 20 kisebb kötetben. Az 1990-es években a Kassák Kiadó gondozásában reprint kiadás készült a 10, nagy kötetes változatról felújított borítóval. Készült egy 11., kiegészítő kötet is Pók Lajos szerkesztésében a 20. század történetéről (Mi történt a XX. században?, 1997). A két világháború között az első sorozat is újra megjelent egyszerű papírborítóval Az ősembertől a gépemberig címen a Révai Testvérek kiadásában.
A 2. kiadást az Arcanum Adatbázis Kft. a 2010-es években digitalizálta, költségtérítéses formában honlapjukon elérhető.

## Kapcsolódó képek
Mindkét kiadás kötetei egész oldalas- és szövegképekkel gazdagon illusztrálva jelentek meg. Ebből mutat be a Wikipédia egy válogatást:

### Képek az első kiadásból, az első kiadás reklámjai
- Fejezetdísz
- Fejezetdísz
- Egész oldalas kép
(elforgatva)
- Szövegképek
- Képjegyzék
- Korabeli reklám
- Korabeli reklám

### Képek a második kiadásból
- A II. kiadás borítója
- Címlap (I. kötet)
- Sorozat-címlap

## Az első kiadás (1908–1912) kötetbeosztása
| Kötetszám   | Kötetcím                                                                                  | Korszak           | Felölelt időszak        | Oldalszám |
| ----------- | ----------------------------------------------------------------------------------------- | ----------------- | ----------------------- | --------- |
| I. kötet    | Az Őskortól a rómaiak történetéig                                                         | Őskor és Ókor I.  | őskor – Kr. e. 323      | 430 o.    |
| II. kötet   | A Római Birodalom története                                                               | Ókor II.          | Kr. e. 753 – Kr. u. 395 | 358 o.    |
| III. kötet  | A népvándorlástól az első keresztes háborukig                                             | Középkor I.       | 395 – 1095              | 431 o.    |
| IV. kötet   | A keresztes háboruktól a renaissance koráig                                               | Középkor II.      | 1095 – 1492             | 431 o.    |
| V. kötet    | A felfedezések, a reformáció és az ellenreformáció kora                                   | Újkor I.          | 1492 – 1640             | 440 o.    |
| VI. kötet   | XIV. Lajos és Nagy Frigyes kora                                                           | Újkor II.         | 1640 – 1775             | 436 o.    |
| VII. kötet  | A francia forradalom és Napoleon kora                                                     | Legújabb kor I.   | 1775 – 1815             | 426 o.    |
| VIII. kötet | 1815–1908 – A szabadságharcok és a nemzeti ujjáébredés kora                               | Legújabb kor II.  | 1815 – 1856             | 441 o.    |
| IX. kötet   | A mai nemzeti államok alakulása napjainkig                                                | Legújabb kor III. | 1856 – 1905             | 432 o.    |
| X. kötet    | A civilizáció története – A Föld fokozatos fölfedezése és a természet erőinek meghóditása | –                 | ókor – legújabb kor     | 428 o.    |

## A második kiadás (1926–1931) kötetbeosztása
- egyes kötetek átfedésben vannak egymással időrendi szempontból (különösen a magyar részek ismertetése nem követi az európai események tárgyalását)

| Kötetszám    | Kötetcím                                     | Korszak           | Felölelt időszak                 | Oldalszám |
| ------------ | -------------------------------------------- | ----------------- | -------------------------------- | --------- |
| I. kötet     | A Föld őstörténete                           | őskor             | kezdetek – kb. Kr. e. 3000       | 317 o.    |
| II. kötet    | Az Ókor keleti népeinek története            | ókor              | kb. Kr. e. 3000 – kb. Kr. e. 500 | 320 o.    |
| III. kötet   | Görögország története                        | ókor I.           | kb. Kr. e. 1000 – kb. Kr. e. 300 | 320 o.    |
| IV. kötet    | A Római Birodalom története I.               | ókor II.          | kb. Kr. e. 800 – kb. Kr. e. 70   | 320 o.    |
| V. kötet     | A Római Birodalom története II.              | ókor III.         | kb. Kr. e. 70 – kb. Kr. u. 400   | 320 o.    |
| VI. kötet    | A népvándorlás kora                          | középkor I.       | kb. 400 – kb. 900                | 320 o.    |
| VII. kötet   | A hűbériség kora                             | középkor II.      | kb. 900 – kb. 1180               | 320 o.    |
| VIII. kötet  | A keresztes háboruk kora                     | középkor III.     | kb. 1080 – kb. 1490              | 320 o.    |
| IX. kötet    | A középkori intézmények bomlásának kora      | középkor IV.      | kb. 1270 – kb. 1490              | 320 o.    |
| X. kötet     | A fölfedezések kora                          | újkor I.          | kb. 1490 – kb. 1550              | 320 o.    |
| XI. kötet    | Az ellenreformáció kora                      | újkor II.         | kb. 1530 – kb. 1650              | 320 o.    |
| XII. kötet   | A nagyhatalmak kialakulásának kora           | újkor III.        | kb. 1600 – kb. 1700              | 320 o.    |
| XIII. kötet  | A fölvilágosult önkényuralom kora            | újkor IV.         | kb. 1700 – kb. 1780              | 320 o.    |
| XIV. kötet   | A Francia Forradalom kora                    | legújabb kor I.   | kb. 1780 – kb. 1795              | 320 o.    |
| XV. kötet    | Napoleon kora                                | legújabb kor II.  | kb. 1795 – kb. 1815              | 320 o.    |
| XVI. kötet   | A reakció és a polgárosodás küzdelmének kora | legújabb kor III. | kb. 1815 – kb. 1840              | 320 o.    |
| XVII. kötet  | A forradalmak kora                           | legújabb kor IV.  | kb. 1840 – kb. 1850              | 320 o.    |
| XVIII. kötet | A nemzeti államok kialakulásának kora        | legújabb kor V.   | kb. 1850 – kb. 1870              | 320 o.    |
| XIX. kötet   | A nemzeti államok megerősödésének kora       | legújabb kor VI.  | kb. 1870 – kb. 1890              | 320 o.    |
| XX. kötet    | Napjaink története                           | legújabb kor VII. | kb. 1890 – kb. 1930              | 320 o.    |